# 杰奎琳·劳伦斯
杰奎琳·劳伦斯（Jacqueline Lawrence，1982年4月25日—），是一名澳大利亚女子皮划艇运动员。她曾在2008年夏季奥林匹克运动会上获得女子单人皮艇激流回旋银牌。她的两个妹妹Katrina和Rosalyn都是皮划艇运动员。